# 高雄小煙管蝸牛
高雄煙管蝸牛（学名：Euphaedusa eumegetha）为煙管蝸牛科下的一个种。舊屬煙管蝸牛屬，今改屬小煙管蝸牛屬。

## 分佈
本物種乃台灣特有種，見於臺灣南部高雄市壽山。常栖息在落叶或树根下。